# 競馬場の達人
競馬場の達人（けいばじょうのたつじん）は、グリーンチャンネルで放送している競馬に関するテレビ番組。

## 解説
毎回「達人」と呼ばれるゲストが登場し、実際に競馬場で馬券を購入して1日競馬を楽しむ様子を放送する。
なお、「達人」とは言っても、競馬初心者から競馬歴数十年まで様々である。不定期で現役の騎手・調教師が出演した回もある。競馬法により中央競馬の関係者（騎手・調教師・職員）は中央競馬の、地方競馬の関係者は地方競馬の馬券を購入することが禁止されているが、中央競馬の関係者が地方競馬の、地方競馬の関係者が中央競馬の馬券をそれぞれ購入することは容認されているためである。
年末最終放送回は、時間枠を1時間に拡大し、年間総集編としてこの1年間の払戻金上位10人のゲストを紹介するほか、ベスト10には入れなかったものの番組内で名場面を披露したゲストも取り上げている。
MONDO21では、2009年11月までグリーンチャンネルで過去に放送したものを再放送していた。またグリーンチャンネルでも、2008年から「競馬場の達人ベストセレクション」として再放送をしているほか、『トレセンまるごと情報局』が夏季ローカル開催中の間原則休止となる7-8月に、その振替となる「サマープログラム」に参加して、当該年度の過去の放送からの再放送の要望が多かったゲストの回を再放送する「サマーセレクション」を放送するときがある。
ナレーターは大塚芳忠。（以前は松岡大介）

## 放送時間
グリーンチャンネル
日曜日 22:00 - 22:30（初回放送。初回放送分の翌週は再放送）
日曜日 25:30 - 26:00（再放送）
月曜日 12:00 - 12:30（再放送）
水曜日 12:00 - 12:30（再放送）
木曜日 24:00 - 24:30（再放送）
金曜日 23:00 - 23:30（再放送）
水曜日 19:30 - 20:00（セレクション）グリーンチャンネル地方競馬中継がある場合は休止
木曜日 19:30 - 20:00（セレクション）同上
金曜日 15:00 - 15:30（セレクション）同上
MONDO21
水曜日 22:00 - 22:30（初回放送）
日曜日 19:30 - 20:00（再放送）
（2009年11月まで）

## テーマ曲
オープニング
- Always On My Mind（Elvis Presley）

## 現在までに登場した主な「達人」
★は2回以上出演している達人
- キャスター・文化人
  - 飯星景子
  - ★草野仁[2]
  - 倉田真由美
  - 高橋源一郎
  - 徳光和夫
  - 津島亜由子
  - Dr.コパ（馬主）
  - 安部譲二
  - 亀和田武
  - 石川敏男
  - 竹山まゆみ
  - 甲斐谷忍
  - 高尾紳路（囲碁棋士）&渡辺明（将棋棋士）
  - ★乗峯栄一
  - 綱本将也
  - 志生野温夫
  - 小林慧
  - 三枝健起
  - 出光ケイ
  - 辻よしなり
  - 吉川良
  - 蜂谷薫
  - 斎藤義雄
  - 本村凌二
  - 福岡政行
  - 美馬怜子
  - 志茂田景樹
  - 蘇武直人
  - 山崎元
  - 神津カンナ
  - 林修[3]
  - 新堂冬樹
  - 杉崎美香
  - 山田さつき
  - 蒼山サグ
  - 藤田岳彦
  - 谷口由紀
  - 多井隆晴
  - 内田敦子
  - ★早見和真
  - 岡田敬二
  - ★北野義則
  - 井出康平&二階堂亜樹
  - 清野茂樹
  - いくのひろし
  - 小林健二
  - 小川哲
  - 魚谷侑未&高宮まり
  - 大澤幹朗[4]&三遊亭五九楽[5]
  - ★井門宗之[6]
  - 杉山邦博
  - 清水久嗣[7]
  - 小森谷徹
  - マンボウやしろ
  - 美藤啓文
  - 森たけし
  - 伊藤政昭&駒澤清華[8]
  - 阿久津主税（将棋棋士）
  - 藤井康生
  - 吉田伸男
  - 辻勝
  - 高見泰地
  - 内藤裕敬
  - 垣花正（フリーアナウンサー）
  - 土田浩翔
  - 糸川一成（漫画家）
  - 小島友実
  - 市原ひかり
  - 刈屋富士雄
  - 馳星周（小説家）
  - 内川幸太郎&堀慎吾（KADOKAWAサクラナイツ）
  - 鈴木大介（将棋棋士・プロ雀士）
- 俳優・女優
  - 赤井英和
  - ★東幹久[9]
  - ★阿藤快
  - 梅沢富美男
  - ★小木茂光[10]
  - 金山一彦
  - 的場浩司
  - 西田健
  - カルーセル麻紀
  - 小林薫
  - 神保悟志
  - 鈴木正幸
  - 瀬川亮
  - つるの剛士
  - 寺田農
  - 中野英雄
  - 根本りつ子
  - 藤田弓子
  - ★宮川一朗太[11]
  - 藤岡弘、
  - 南田洋子
  - 矢崎滋
  - 風見しんご
  - 山田雅人
  - 野村将希
  - 嶋大輔
  - 村野武範
  - やべきょうすけ
  - 細川茂樹
  - 仲谷昇
  - 中丸新将
  - ひし美ゆり子
  - ★砂岡春奈
  - 筧美和子[12]
  - 池田成志
  - 斉木しげる
  - 芳野友美
  - 布施博
  - ★真田ナオキ[13]
- 声優
  - 堀内賢雄
  - 堀川りょう
  - 広橋涼
  - 田中秀幸
  - 相羽あいな
  - Lynn
- 競馬関係者
  - オークスwithミスターピンクとアンミツ
（★井上オークス、内田利雄、安藤光彰）
  - 岡田繁幸
  - 吉沢譲治
  - 原良馬
  - 赤見千尋[14]
  - 武豊
  - 宮下瞳・小山信行夫妻
  - ★栗山求
  - 佐藤哲三
  - 木之前葵
  - 藤代三郎
  - ★須田鷹雄
  - 池添謙一[15]
  - 吉冨隆安
  - 岡田牧雄＆長嶺弘之
  - 須田鷹雄＆梅田陽子
  - 坂口正大
  - 市丸博司
  - ぐりぐり君
  - 鈴木ショータ
  - 林伸伍
  - 田倉寛史（Mr.場立ち）
  - 的場文男
  - 松浦裕之＆藤田輝信
  - 中野栄治
  - 木村拓人（馬サブロートラックマン）
  - 坂井瑠星[16]
  - 矢作芳人[17]
  - 熊沢重文

- アイドル・タレント
  - 佐藤藍子
  - 中島史恵
  - 吉岡美穂
  - 川村ひかる
  - 工藤里紗
  - 矢部美穂
  - 山川恵里佳
  - 藤川京子
  - 森下千里
  - 森下悠里
  - 原理恵子
  - さとう珠緒
  - 眞鍋かをり
  - ★見栄晴
  - 山田雅人
  - 山本淳一
  - 山口もえ
  - ★六車奈々
  - 小川奈那
  - 小倉優子
  - 野々村真
  - ルー大柴
  - 小野ヤスシ
  - 藤崎奈々子
  - 波乃久里子
  - 内山信二
  - 堀越のり
  - 原田伸郎
  - 彦摩呂
  - ★今井りか
  - ふじポン
  - ★津田麻莉奈
  - ★松中みなみ
  - 鷲巣あやの
  - 佐藤寛子
  - 手島優
  - さがゆりこ
  - 水沢アリー
  - 横山ルリカ[18]
  - 松村香織
  - JOY
  - 西島まどか
  - 大澤玲美
  - 大島麻衣
  - 祥子
  - 原幹恵
  - ★岡部玲子[19]&守永真彩
  - 太田光代
  - 森咲智美
  - 大野いと[20]
  - ★鎌田菜月&熊崎晴香（SKE48）
  - 藤江れいな
  - 手越祐也
  - 熊切あさ美
  - 林家木りん
  - 岡田紗佳
  - 雪平莉左
  - 亜咲花
  - ★ほのか (モデル)
  - 森咲智美
  - ★コージ（元ブリリアン）[21][13]
  - 小池美由
- スポーツマン
  - サブロー
  - 小川直也
  - 金村義明
  - パンチ佐藤
  - ギャオス内藤
  - 城彰二
  - 小島伸幸
  - デーブ大久保
  - 渡嘉敷勝男
  - 中邑真輔
  - セレス小林
  - 角盈男
  - 芝草宇宙
  - 山本浩二
  - 竹原慎二&畑山隆則
  - 加藤英司&長池徳士
  - 水野雄仁
  - 玉ノ井太祐（栃東）
  - 吉田秀彦
  - 松木安太郎
  - ★山田裕仁
  - ★川口和久
  - ★武田一浩
  - 池山隆寛
  - 永島昭浩
  - 具志堅用高
  - 田尾安志
  - 森嶋猛
  - 永井大介
  - 若井友和
  - 赤堀元之
  - 吉岡稔真
  - ★MIKAMI
  - 井岡弘樹
  - ★三浦大輔[22]
  - 岡田彰布
  - 天龍源一郎
  - 伏見俊昭
  - 松波正信
  - 前田幸長
  - ★山本昌
  - 濱中治
  - 内藤大助
  - 野々村芳和
  - 武藤敬司
  - 田中将大
  - 川崎憲次郎
  - 伊勢崎彰大
  - 亀田大毅
  - 伊藤克信&山田裕仁
  - ★本山哲&★星野一樹&★安田裕信
  - 秋山準&ゼウス
  - ★佐々木主浩
  - 立浪親方
  - 高木豊
  - 元木大介
  - ミスター雁之助
  - タイチ
  - 桧山進次郎
  - 大西将太郎
  - 藪恵壹
  - 山本隆弘
  - 羽川豊
  - 内山高志&三浦隆司
  - 小林至
  - 藤本京太郎
  - 森繁和
  - 加藤哲郎
  - 岩見彩乃&本間成美
  - 岩瀬仁紀
  - ★平野佳寿[23]
  - 今村豊
  - 柳田悠岐
  - 里崎智也
  - 中村北斗
  - 寺内崇幸
  - 元朝潮・長岡末広[24]
  - タケ小山
  - 佐々岡真司
  - 今中慎二
  - 栗原勇蔵＆ハーフナー・マイク

- お笑い
  - ★間寛平
  - 池乃めだか
  - おぎやはぎ
  - 安田和博（デンジャラス）
  - かつみ♥さゆり
  - 山崎邦正
  - モリマン
  - 三遊亭好楽
  - ★清水アキラ
  - ★シャンプーハット
  - 18KIN
  - ★TIM
  - テツandトモ
  - 長井秀和
  - 波田陽区
  - バナナマン
  - ふじいあきら
  - レギュラー
  - 村上ショージ
  - くりぃむしちゅー
  - ★インスタントジョンソン
  - デビット伊東
  - ★カンニング竹山[25]
  - 髭男爵
  - ダチョウ倶楽部
  - 加藤茶
  - 仲本工事
  - 高木ブー
  - オール阪神
  - ヒデ（ペナルティ）
  - ポイズンガールバンド
  - 大木こだま・ひびき
  - コント山口君と竹田君
  - 北野誠
  - B&B
  - 島崎俊郎
  - ★蛍原徹（雨上がり決死隊）
  - ゆうたろう
  - 瀧川鯉太
  - 太平洋
  - ★ジャングルポケット[26][27]
  - U字工事
  - ★キャプテン渡辺[28]
  - ★ガリットチュウ
  - ★青芝フック
  - マギー司郎
  - ★土屋伸之（ナイツ）[29]
  - 川島明（麒麟）
  - 池山心（しましまんず）
  - ★じゃい（インスタントジョンソン）
  - 響
  - ★ハマカーン
  - 柴田英嗣（アンタッチャブル）
  - 千鳥
  - スギちゃん
  - ★ムーディ勝山[30]
  - マツモトクラブ
  - 青空球児
  - 森脇健児
  - ★東京ポッド許可局
  - ★ザブングル[31][32]
  - 小籔千豊
  - ★三拍子
  - ピーター・フランクル
  - 吉村崇（平成ノブシコブシ）
  - 岩井勇気（ハライチ）
  - 山根良顕（アンガールズ）
  - ★かまいたち
  - トータルテンボス
  - カール北川
  - 和賀勇介
  - 藤原丞（アンダーパー）
  - シンプル
  - ミサイルマン
  - 中村有志
  - 南部虎弾&ダンナ小柳
  - ポカスカジャン
  - トップリード
  - ★じゅんいちダビッドソン
  - ★お兄ちゃん（ビタミンS）
  - 田中裕二（爆笑問題）
  - 浅越ゴエ
  - クールポコ。
  - ジャガーズ
  - さらば青春の光
  - ★林健（ギャロップ）[33]
  - ★徳井健太（平成ノブシコブシ）
  - 見取り図
  - ★ダニエルズ
  - ブッチャーブラザーズ
  - コージ・トクダ（元ブリリアン）
  - ★お見送り芸人しんいち
  - 斎藤司（トレンディエンジェル）
  - 井下好井
  - ラパルフェ
  - ウエストランド
  - シティホテル3号室
- 歌手・ミュージシャン
  - 上田正樹
  - 内田裕也
  - なぎら健壱
  - 松本英子
  - 中島啓江
  - 水前寺清子
  - 鳥羽一郎
  - ブラザー・コーン（バブルガム・ブラザーズ）
  - 前川紘毅
  - ダイアモンド☆ユカイ
  - 古川展生
  - さとう宗幸
  - HAMACHI
  - 大木温之&佐藤シンイチロウ
  - ★SEAMO
  - ポセイドン・石川
  - 小鳩ミク
  - 酒井一圭（純烈）
  - 手越祐也
  - 田中公平
  - ★真田ナオキ[34]

- 漫画家
  - よしだみほ
  - つの丸
  - 蛭子能収
  - 片山まさゆき
  - 久住昌之

- ラジオNIKKEIアナウンサー
  - 山本直也[35]
  - 渡辺和昭（元職）
  - 舩山陽司（元職）
  - 佐藤泉
  - 中野雷太
  - 小塚歩・山本愛子夫妻

- ラジオNIKKEI以外の現役アナウンサー
  - 佐藤有里香 (TNCアナウンサー)[21]

## スピンオフ
2017年7月に、「ばんえい競馬の達人」と題されたスピンオフが放送された。同番組では、2016年にグリーンチャンネル解説者らが参加したペーパーオーナーゲーム「ザ・POGドラフト会議」と題した番組で総合優勝をした参加者に対して当番組のレポーターとしての出演権利を与え、全国の好きな競馬場を取材できるという特典を挙げており、それに優勝した須田鷹雄はばんえい競馬が日本で唯一行われている帯広競馬場を訪れて、実際に馬券の購入や舞台裏を取材した。
2017年-2018年・2018年-2019年の「ザ・POGドラフト会議」は栗山求が2年連続で優勝し、同様に優勝記念品として当番組のレポーターとしてのゲスト出演権利が与えられ、2018年は札幌競馬場、2019年は小倉競馬場を取材したが、こちらは通常放送での出演だった。
また秋季を中心に年1回程度は、日本国外の競馬場を取材したものも「海外競馬の達人」というテーマで放送されるが、これは年末年始に放送される海外馬事文化特集番組とも連動している。

## 新型コロナウィルスによる特例
2020年3月以降はCOVID-19の影響で無観客競馬や入場制限を設けての開催に伴い、主に出演者の自宅(またはオンライン)で収録が行われている。また馬券の購入方法もこれまでとは異なり、PAT(インターネット投票)での勝負に切り替わっている。
グリーンチャンネルで放送されている各番組とのコラボレーション企画を展開しており、これまでに『KEIBAコンシェルジュ』（岡部玲子・守永真彩）、『草野仁のGate J.＋』（草野仁）、『トレセンまるごと情報局』（ビタミンSお兄ちゃん・ギャロップ林）、『VANで勝ち馬さがしてみませんか』（津田麻莉奈）らが出場している。
2022年夏季以後、段階を追って競馬場の入場規制が緩和されたため、10月23日に放送されたゲスト・垣花正（同年9月11日・中山競馬場で収録）以後、競馬場での収録の模様の放送が再開された。